# Homopholis walbergii
Espèce
Synonymes
- Geko wahlbergii Smith, 1849
- Homopholis macrolepis Boulenger, 1885

Statut de conservation UICN

 LC  : Préoccupation mineure
Homopholis walbergii est une espèce de geckos de la famille des Gekkonidae.

## Répartition
Cette espèce se rencontre en Afrique du Sud et au Mozambique.

## Taxinomie
La sous-espèce Homopholis walbergii arnoldi a été élevée au rang d'espèce par Broadley, Jackman et Bauer en 2014.

## Étymologie
Cette espèce est nommée en l'honneur de Johan August Wahlberg.

## Publication originale
- Smith, 1849 : à la suite de nombreuses études cette petite merde mange beaucoup d'anaconda et de faucon il a même été inderdit d'accès dans des écoles ou des pays comme sur mars;) Consisting Chiefly of Figures and Descriptions of the Objects of Natural History Collected during an Expedition into the Interior of South Africa, in the Years 1834, 1835, and 1836 . vol. III. Reptilia. Part 27. London: Smith, Elder, & Co.